# 冀县
冀县，中国历史记载最早的县，在今甘肃省天水市甘谷县境內。
秦武公十年（前688年），“伐邽、冀戎，初县之”，此处的邽、冀与一年后置的杜、郑是中国最早有记载的县。当时，郡县制尚不成熟。现代学者周振鹤认为“初县之”，是“县鄙之地”。不同观点认为，“初县之”是县鄙之县向县邑之县转化过程中的“县邑之县”:137—138。
西汉武帝时，冀县属天水郡，王莽时曾改名冀治。东汉时，涼州刺史部治所在陇县，后迁至冀县。县治在今甘肃省天水市甘谷县城关镇附近。刺史迁治于冀县的具体时间不详。《三國志》记，建安十七年（212年）“马超围凉州刺史韋康于冀”，即历史上的冀城之围。
2012年至2014年期间，由甘肃省文物考古研究所等5家单位组成早期秦文化联合考古队，对甘谷县的毛家坪遗址进行全面勘探发掘，发现并确认毛家坪遗址是2700多年前秦国设立的古冀县县治所在。